# Préseau
Pour l’article ayant un titre homophone, voir Préso.
Préseau est une commune française située dans le département du Nord (59), en région Hauts-de-France.
Le nom de la ville en patois est Perziau ou Perziais. Les habitants sont appelés Présellois.

## Géographie

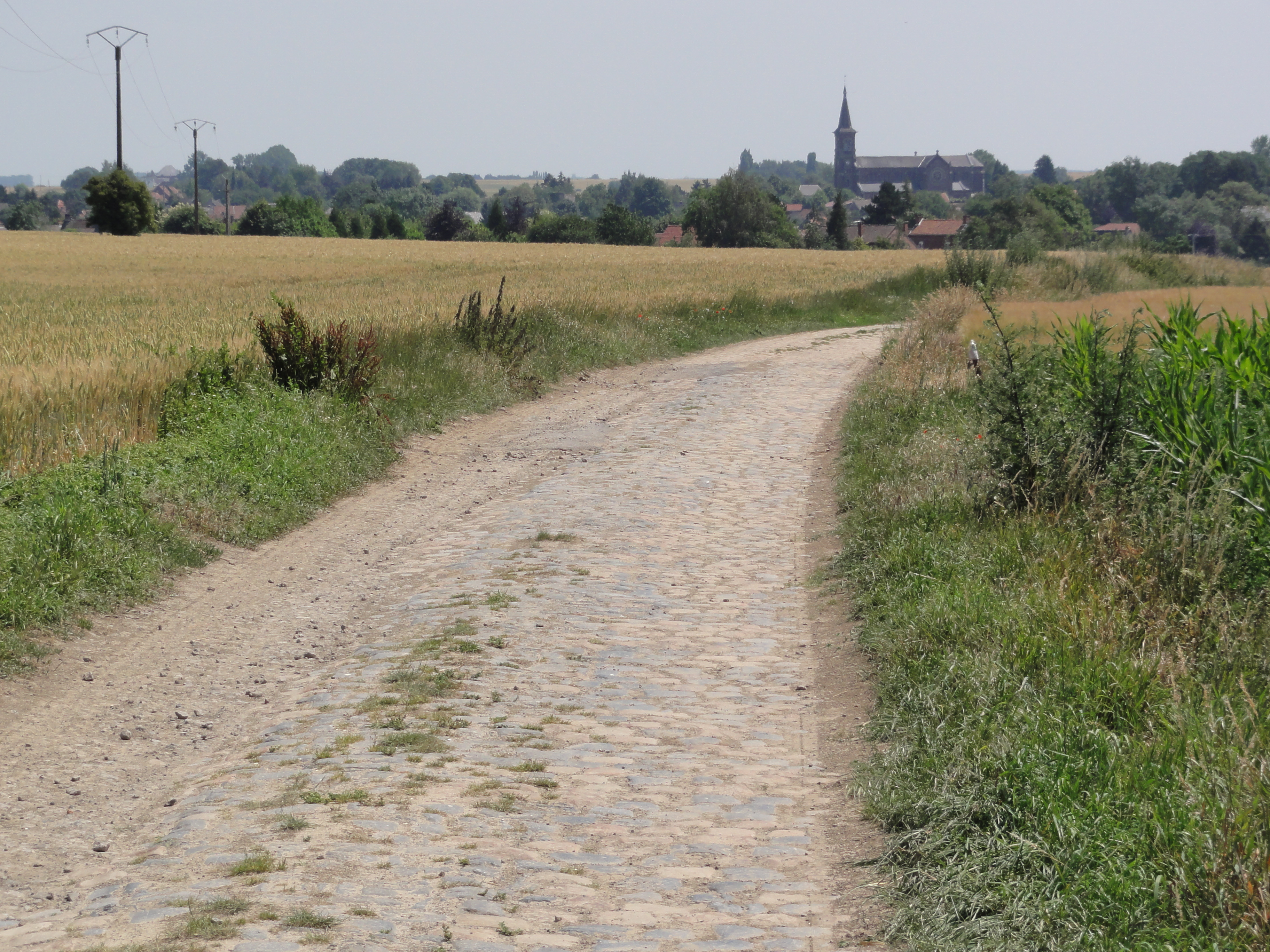
Ancien chemin pavé d'Aulnoy à Préseau

Préseau est situé sur la D73 entre Valenciennes et Bavay.

### Communes limitrophes
| Aulnoy-lez-Valenciennes | Saultain  | Curgies     |
|                         | Préseau   |             |
| Artres                  | Maresches | Villers-Pol |

La commune est traversée par deux cours d'eau : le Wult et le Saméon.

### Hydrographie

#### Réseau hydrographique
La commune est située dans le bassin Artois-Picardie. Elle est drainée par le Galet,,.

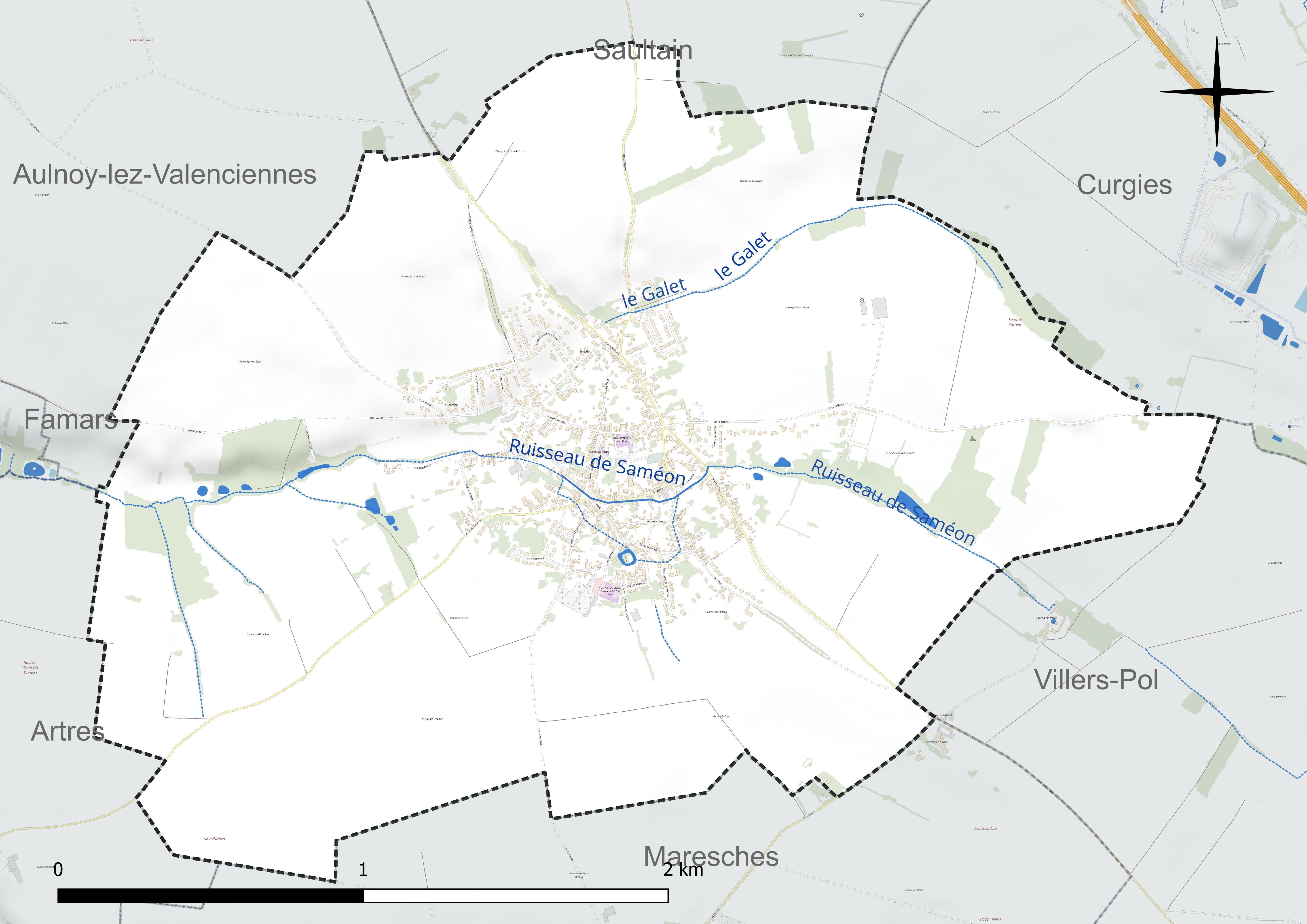
Réseau hydrographique de Préseau.

#### Gestion et qualité des eaux
Le territoire communal est couvert par le schéma d'aménagement et de gestion des eaux (SAGE) « Escaut ». Ce document de planification concerne un territoire de 2 005 km2 de superficie, délimité par le bassin versant de l'Escaut. Le périmètre a été arrêté le 9 juin 2006 et le SAGE proprement dit a été approuvé le 13 juillet 2021. La structure porteuse de l'élaboration et de la mise en œuvre est le syndicat mixte Escaut et Affluents (SyMEA). 
La qualité des cours d'eau peut être consultée sur un site dédié géré par les agences de l'eau et l'Agence française pour la biodiversité. 

### Climat
Pour des articles plus généraux, voir Climat des Hauts-de-France et Climat du Nord.
En 2010, le climat de la commune est de type climat océanique dégradé des plaines du Centre et du Nord, selon une étude du CNRS s'appuyant sur une série de données couvrant la période 1971-2000. En 2020, Météo-France publie une typologie des climats de la France métropolitaine dans laquelle la commune est exposée à un climat océanique altéré et est dans la région climatique  Nord-est du bassin Parisien, caractérisée par un ensoleillement médiocre, une pluviométrie moyenne régulièrement répartie au cours de l'année et un hiver froid (3 °C). 
Pour la période 1971-2000, la température annuelle moyenne est de 10,3 °C, avec une amplitude thermique annuelle de 14,8 °C. Le cumul annuel moyen de précipitations est de 780 mm, avec 12,2 jours de précipitations en janvier et 9,7 jours en juillet. Pour la période 1991-2020, la température moyenne annuelle observée sur la station météorologique la plus proche, située sur la commune de Valenciennes à 6 km à vol d'oiseau, est de 11,0 °C et le cumul annuel moyen de précipitations est de 694,1 mm,. Pour l'avenir, les paramètres climatiques de la commune estimés pour 2050 selon différents scénarios d'émission de gaz à effet de serre sont consultables sur un site dédié publié par Météo-France en novembre 2022.

## Urbanisme

### Typologie
Au 1er janvier 2024, Préseau est catégorisée bourg rural, selon la nouvelle grille communale de densité à sept niveaux définie par l'Insee en 2022.
Elle est située hors unité urbaine. Par ailleurs la commune fait partie de l'aire d'attraction de Valenciennes (partie française), dont elle est une commune de la couronne,. Cette aire, qui regroupe 102 communes, est catégorisée dans les aires de 200 000 à moins de 700 000 habitants,.

### Occupation des sols
L'occupation des sols de la commune, telle qu'elle ressort de la base de données européenne d'occupation biophysique des sols Corine Land Cover (CLC), est marquée par l'importance des territoires agricoles (84,9 % en 2018), en diminution par rapport à 1990 (88 %). La répartition détaillée en 2018 est la suivante : 
terres arables (64,8 %), prairies (20,1 %), zones urbanisées (15,1 %). L'évolution de l'occupation des sols de la commune et de ses infrastructures peut être observée sur les différentes représentations cartographiques du territoire : la carte de Cassini (XVIIIe siècle), la carte d'état-major (1820-1866) et les cartes ou photos aériennes de l'IGN pour la période actuelle (1950 à aujourd'hui).

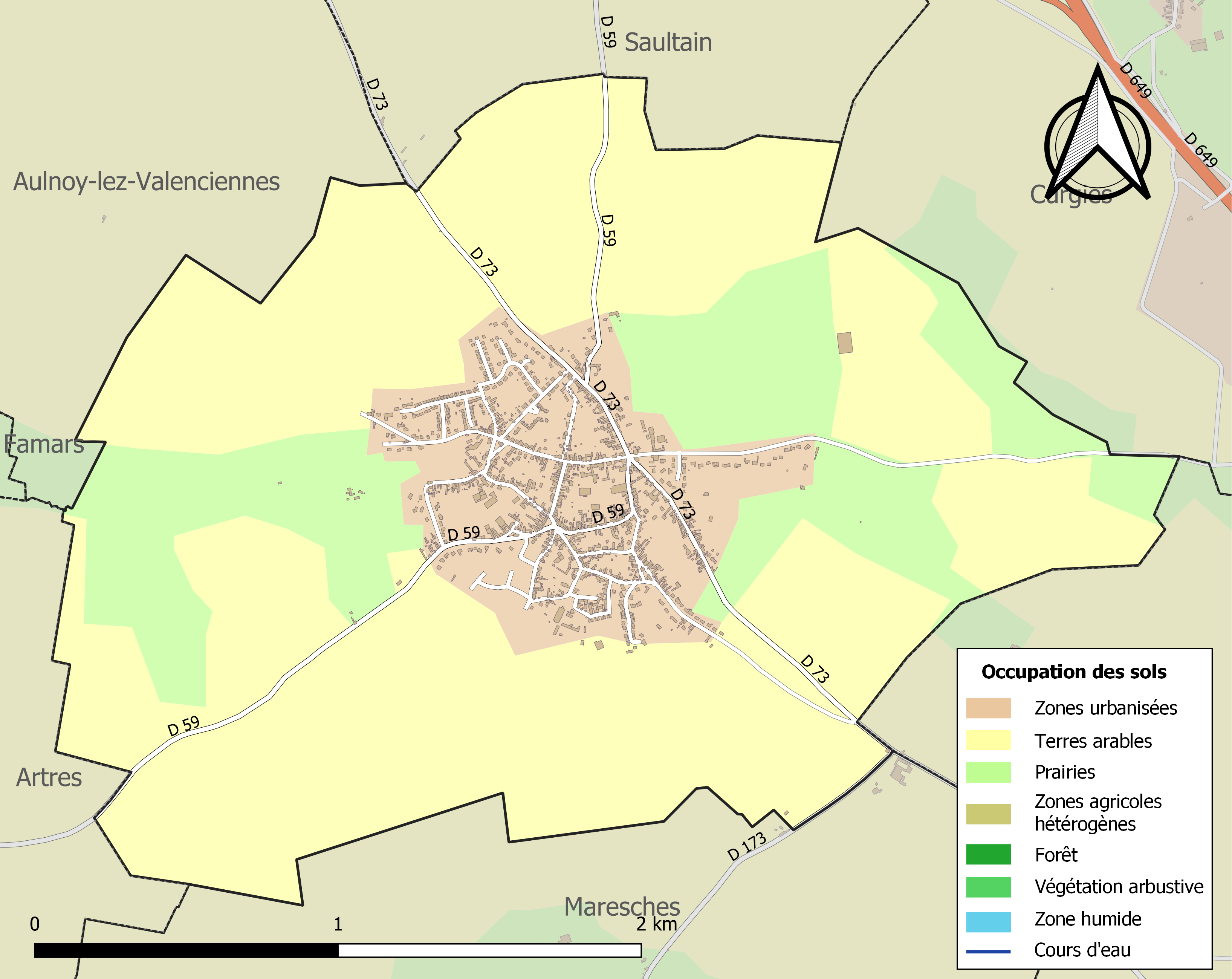
Carte des infrastructures et de l'occupation des sols de la commune en 2018 (CLC).

### Voies de communications et transports
La commune est desservie par la ligne 953 du réseau interurbain Arc-en-Ciel 4.

## Histoire

### Moyen Âge
On trouve une première mention du lieu en 1173 lorsque celui-ci s'appelle « Presel », littéralement « pré » ou « prairie ». Ce n'est qu'en 1724 que le village reçut son nom actuel. Des sources antérieures mentionnent aussi le nom d'un village aujourd'hui disparu : Helpignies ou Heppignies.
Dans la première moitié du XVe siècle, le hameau compte 22 feux. La population vit essentiellement de l'agriculture, un cartulaire de 1448 porte à 308 muids, une huitelée et trois quartiers, la superficie des terres cultivées. Les documents relatifs aux fiefs directs tenus du comte de Hainaut relatent la présence d'un four à ban tout au long du XVe siècle.
Préseau était l'une des six pairies du comté de Valenciennes, ce qui signifie que cette terre seigneuriale s'est transmise pendant des générations par la voie du sang, de père en fils ou en fille ou à défaut entre frères, voire entre cousins les plus proches.
Après la famille de Préseau déjà citée dans la première moitié du XIIe siècle vinrent les Maubeuge, du Gardin à partir de 1410, de Boidts à partir de 1474, de Lannoy, de Baudrenghien avant les maisons de Croix, de Beaufremez, de Beauffort et de Mérode.

### Époque moderne
Les seigneurs de Croix construisent une première chapelle en 1662 au pied d'un chêne séculier peint par Adrien de Montigny en 1600 dans un tableau de Préseau commandé par le duc de Croÿ.
En 1677, après le Siège de Valenciennes, Louis XIV aurait fait une halte à Préseau. Il se serait arrêté sur la colline de la chapelle Notre-Dame-de-Bon-Voyage accompagné de son historiographe, Racine afin d'observer les villes récemment conquises : Valenciennes, Tournai, Le Quesnoy, Cambrai, Bouchain, Saint-Amand-de-Condé.
Au XVIIIe siècle, le seigneur Louis-Eugène-Marie de Beauffort est propriétaire de la pairie de Préseau ce qui lui donne une place aux Etats Nobles du Hainaut français de 1780 à 1789. En 1794, la pairie est confisquée et vendue révolutionnairement.

### Époque contemporaine
L'annuaire de 1832 atteste la présence d'une fabrique de clous, trois brasseries et deux moulins à eau. Une autre activité artisanale est aussi mentionnée : le tissage du lin à domicile qui mobilise de nombreux ouvriers-maçons.
Dans la première moitié du XIXe siècle, la population double en 50 ans. Le pic de population est atteint vers 1890 quand la commune compte 2100 habitants. Après une période de fort déclin, (1590 habitants en 1968), la croissance reprend (1870 habitants en 2008). Aujourd'hui, la commune compte plus de 2 000 habitants.
Le 9 octobre 1918, le pilote canadien, Capitaine Lynn Campbell et son mitrailleur le Sous-Lieutenant William Hodgkinson à bord de leur Bristol Fighter sont abattus au-dessus de Préseau par l'aviateur allemand Paul Bäumer du Jagdstaffel 2. Les deux soldats de la Royal Air Force sont enterrés dans le cimetière du village à gauche du calvaire.
Le 29 août 1944, Pierre Cuvelier, commandant des FFI sur le Valenciennois est exécuté par les nazis dans le bois des Quatorze, entre Préseau et Saultain.

## Héraldique
|  | Les armes de Préseau se blasonnent ainsi : « Vairé d'or et de sable, au croissant de gueules brochant sur le tout. » |

## Politique et administration

### Tendances politiques et résultats
Lors des élections présidentielles de 2022, Marine Le Pen arrive en tête du premier tour avec 29,86% des voix devant Emmanuel Macron à 28,40% et Jean-Luc Mélenchon à 13,26%. Au second tour, Marine Le Pen obtient 50,93% des voix et Emmanuel Macron 49,07%.
Lors des élections législatives de juin 2022, la députée UDI sortante, Béatrice Descamps arrive en tête du premier tour avec 39,53% des voix devant la candidate du Rassemblement National, Océane Valentin, à 30,03% et la candidate de la NUPES, Luce Troadec à 21,65%. Au second tour, Béatrice Descamps (Union de la Droite et du Centre) obtient 56,81% des voix et Océane Valentin (RN) 43,19%. Le scrutin est marqué par une forte abstention, à Préseau elle s'élève à 55,35% au premier tour et à 58,44% au second tour.

### Liste des maires
| Période                                  | Période   | Identité                        | Étiquette | Qualité                                     |
| ---------------------------------------- | --------- | ------------------------------- | --------- | ------------------------------------------- |
| Les données manquantes sont à compléter. |           |                                 |           |                                             |
| 1802                                     | 1813      | Auguste Gosselin                |           |                                             |
| 1813                                     | 1816      | Jean Baptiste Chuffart          |           |                                             |
| 1816                                     | 1818      | Philippe François Joseph Dehove |           |                                             |
| 1818                                     | 1821      | Pierre Joseph Lefebvre          |           |                                             |
| 1821                                     | 1830      | Pierre François Lefebvre        |           |                                             |
| 1830                                     | 1834      | Auguste Gosselin                |           |                                             |
| 1834                                     | 1847      | Jean Baptiste Chuffart          |           |                                             |
| 1847                                     | 1851      | Arsène Chuffart                 |           |                                             |
| 1851                                     | 1870      | Guislain François Dassonville   |           |                                             |
| 1870                                     | 1889      | Guislain Prudent Dassonville    |           |                                             |
| 1889                                     | 1898      | Frédéric Dassonville            |           |                                             |
| 1898                                     |           | Arsène Jean-Baptiste Chuffart   |           |                                             |
|                                          |           | Auguste Huart                   |           |                                             |
|                                          |           | Césaire Huart                   |           |                                             |
| Les données manquantes sont à compléter. |           |                                 |           |                                             |
| mars 1983                                | mars 2001 | Serge Plumecocq (1940-2021)     |           | Directeur de société, maire honoraire       |
| mars 2001                                | mars 2014 | Jean-Marc Richard               | SE        | Sapeur-pompier                              |
| mars 2014                                | En cours  | Sandrine François-Lagny         | SE        | Enseignante Réélue pour le mandat 2020-2026 |

### Instances judiciaires et administratives
La commune relève du tribunal d'instance de Valenciennes, du tribunal de grande instance de Valenciennes, de la cour d'appel de Douai, du tribunal pour enfants de Valenciennes, du conseil de prud'hommes de Valenciennes, du tribunal de commerce de Valenciennes, du tribunal administratif de Lille et de la cour administrative d'appel de Douai.

## Population et société

### Démographie

#### Évolution démographique
L'évolution du nombre d'habitants est connue à travers les recensements de la population effectués dans la commune depuis 1800. Pour les communes de moins de 10 000 habitants, une enquête de recensement portant sur toute la population est réalisée tous les cinq ans, les populations de référence des années intermédiaires étant quant à elles estimées par interpolation ou extrapolation. Pour la commune, le premier recensement exhaustif entrant dans le cadre du nouveau dispositif a été réalisé en 2007.

En 2022, la commune comptait 2 083 habitants, en évolution de +8,49 % par rapport à 2016 (Nord : +0,51 %, France hors Mayotte : +2,11 %).
| 1800 | 1806  | 1821  | 1831  | 1836  | 1841  | 1846  | 1851  | 1856  |
| ---- | ----- | ----- | ----- | ----- | ----- | ----- | ----- | ----- |
| 682  | 1 032 | 1 062 | 1 434 | 1 532 | 1 577 | 1 709 | 1 712 | 1 709 |

| 1861  | 1866  | 1872  | 1876  | 1881  | 1886  | 1891  | 1896  | 1901  |
| ----- | ----- | ----- | ----- | ----- | ----- | ----- | ----- | ----- |
| 1 891 | 1 905 | 1 960 | 2 050 | 2 092 | 2 088 | 2 086 | 2 119 | 2 027 |

| 1906  | 1911  | 1921  | 1926  | 1931  | 1936  | 1946  | 1954  | 1962  |
| ----- | ----- | ----- | ----- | ----- | ----- | ----- | ----- | ----- |
| 2 022 | 1 966 | 1 792 | 1 785 | 1 782 | 1 749 | 1 712 | 1 745 | 1 703 |

| 1968  | 1975  | 1982  | 1990  | 1999  | 2006  | 2007  | 2012  | 2017  |
| ----- | ----- | ----- | ----- | ----- | ----- | ----- | ----- | ----- |
| 1 590 | 1 675 | 1 812 | 1 900 | 1 833 | 1 865 | 1 870 | 1 821 | 1 932 |

| 2022  | - | - | - | - | - | - | - | - |
| ----- | - | - | - | - | - | - | - | - |
| 2 083 | - | - | - | - | - | - | - | - |

#### Pyramide des âges
La population de la commune est relativement jeune.
En 2018, le taux de personnes d'un âge inférieur à 30 ans s'élève à 33,4 %, soit en dessous de la moyenne départementale (39,5 %). À l'inverse, le taux de personnes d'âge supérieur à 60 ans est de 25,6 % la même année, alors qu'il est de 22,5 % au niveau départemental.
En 2018, la commune comptait 951 hommes pour 1 006 femmes, soit un taux de 51,41 % de femmes, légèrement inférieur au taux départemental (51,77 %).
Les pyramides des âges de la commune et du département s'établissent comme suit.
| Hommes | Classe d’âge | Femmes |
| ------ | ------------ | ------ |
| 0,1    | 90 ou +      | 0,8    |
| 4,4    | 75-89 ans    | 6,4    |
| 20,0   | 60-74 ans    | 19,4   |
| 20,3   | 45-59 ans    | 21,3   |
| 21,0   | 30-44 ans    | 19,4   |
| 15,9   | 15-29 ans    | 13,7   |
| 18,3   | 0-14 ans     | 18,8   |

| Hommes | Classe d’âge | Femmes |
| ------ | ------------ | ------ |
| 0,5    | 90 ou +      | 1,4    |
| 5,3    | 75-89 ans    | 8,1    |
| 14,8   | 60-74 ans    | 16,2   |
| 19,1   | 45-59 ans    | 18,4   |
| 19,5   | 30-44 ans    | 18,7   |
| 20,7   | 15-29 ans    | 19,1   |
| 20,2   | 0-14 ans     | 18     |

## Lieux et monuments
Le village de Préseau disposait d'un château, mais peu de seigneurs du lieu y habitèrent
- Église Sainte-Aldegonde de 1866, à l'intérieur quelques statues remarquables et son presbytère. Sous le porche de l'église se trouve la liste des résistants morts pour la France à Préseau.
- Vestiges du château de la famille de Croÿ
- Les fermes avec pigeonniers.
- Le bois des treize où a été assassiné le chef de la résistance valenciennoise (Pierre Cuvelier) pendant la Seconde Guerre mondiale.
- Un calvaire de 1833, la chapelle Notre-Dame-de-Bon-Voyage et quelques chapelles-oratoires dispersées à travers la commune. La chapelle Saint-Hubert a été détruite par un accident de route en 2010 puis reconstruite en 2018.
- Le monument aux morts, qui commémore soixante-douze personnes de la commune mortes pendant la Première Guerre mondiale. Une stèle commémorant l'unique mort présellois (Jean-Marie Gosselin) de la Guerre d'Algérie est ajoutée à côté du monument.

- Ancienne brasserie-malterie Carpentier et ancienne brasserie-malterie Janot

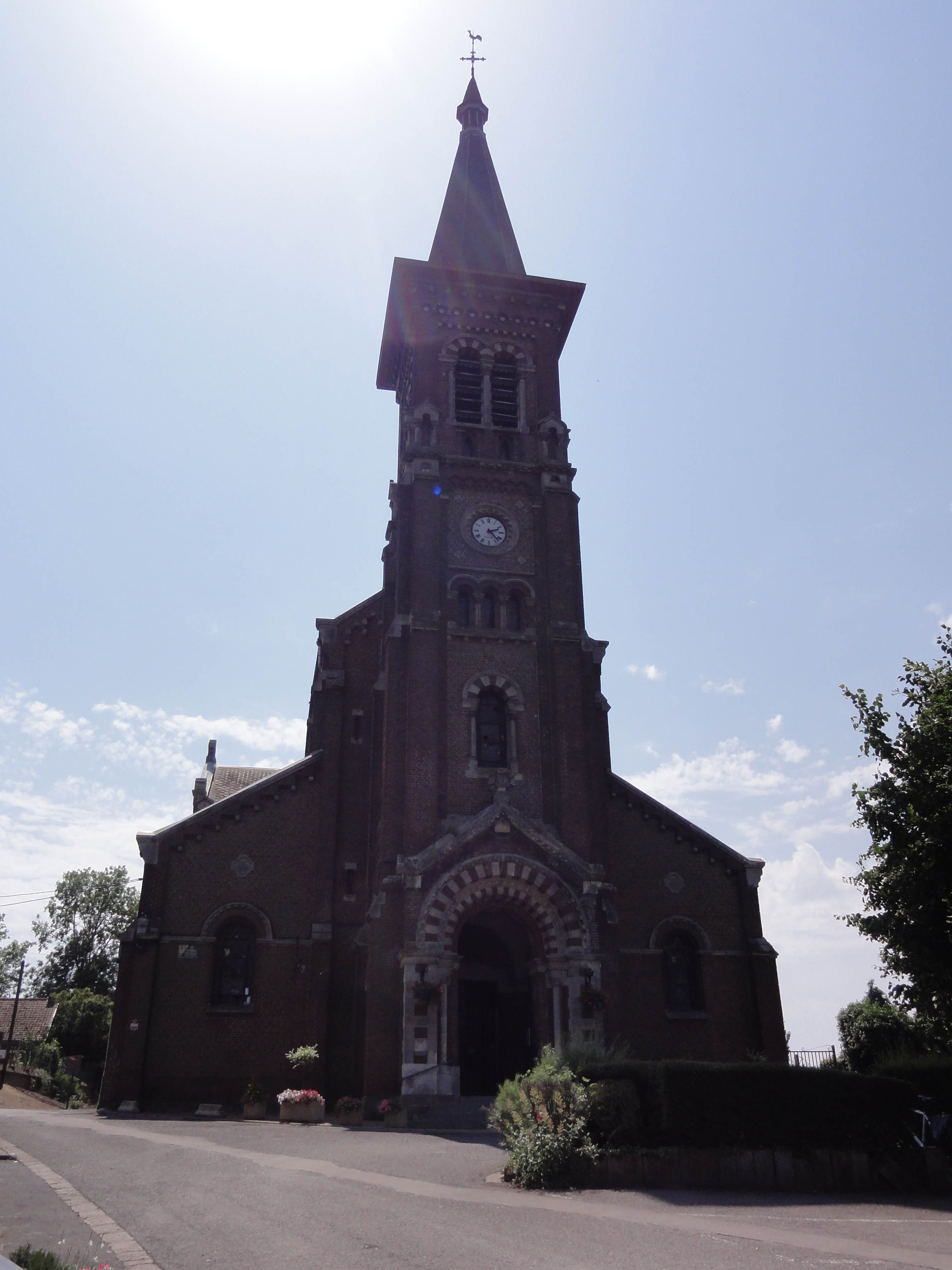
L'église Sainte-Aldegonde
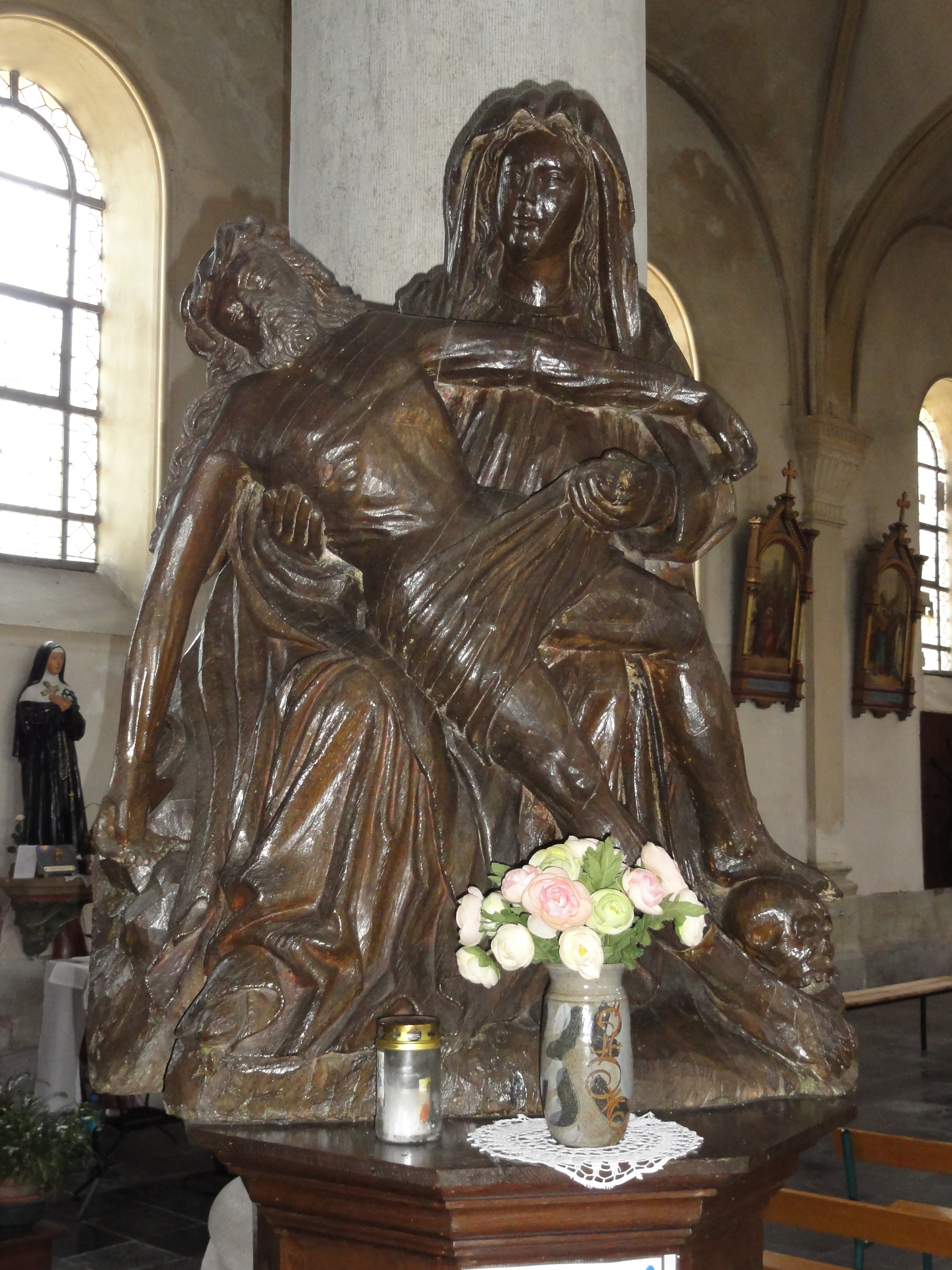
Pietá dans l'église
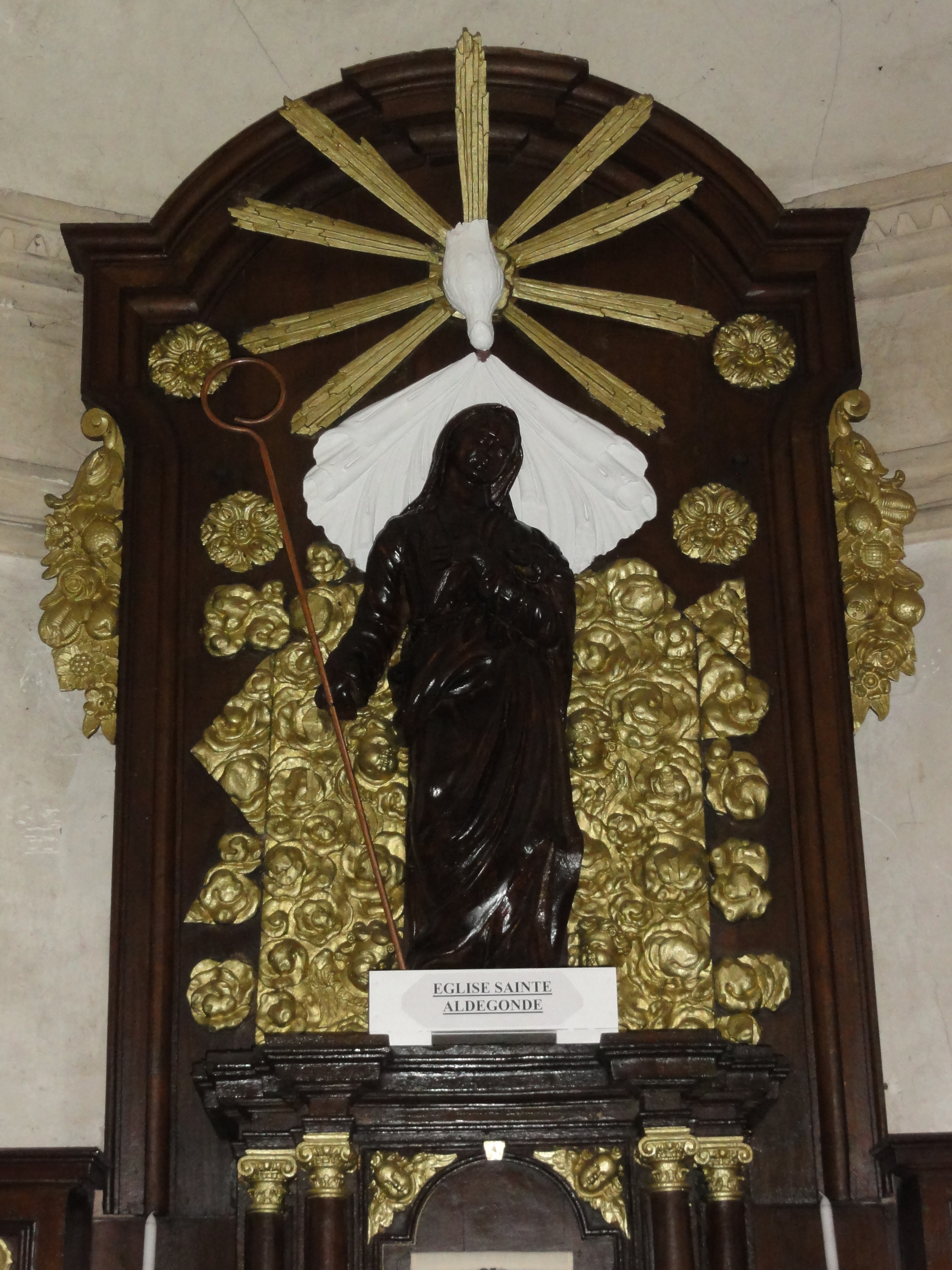
la statue de Sainte Aldegonde
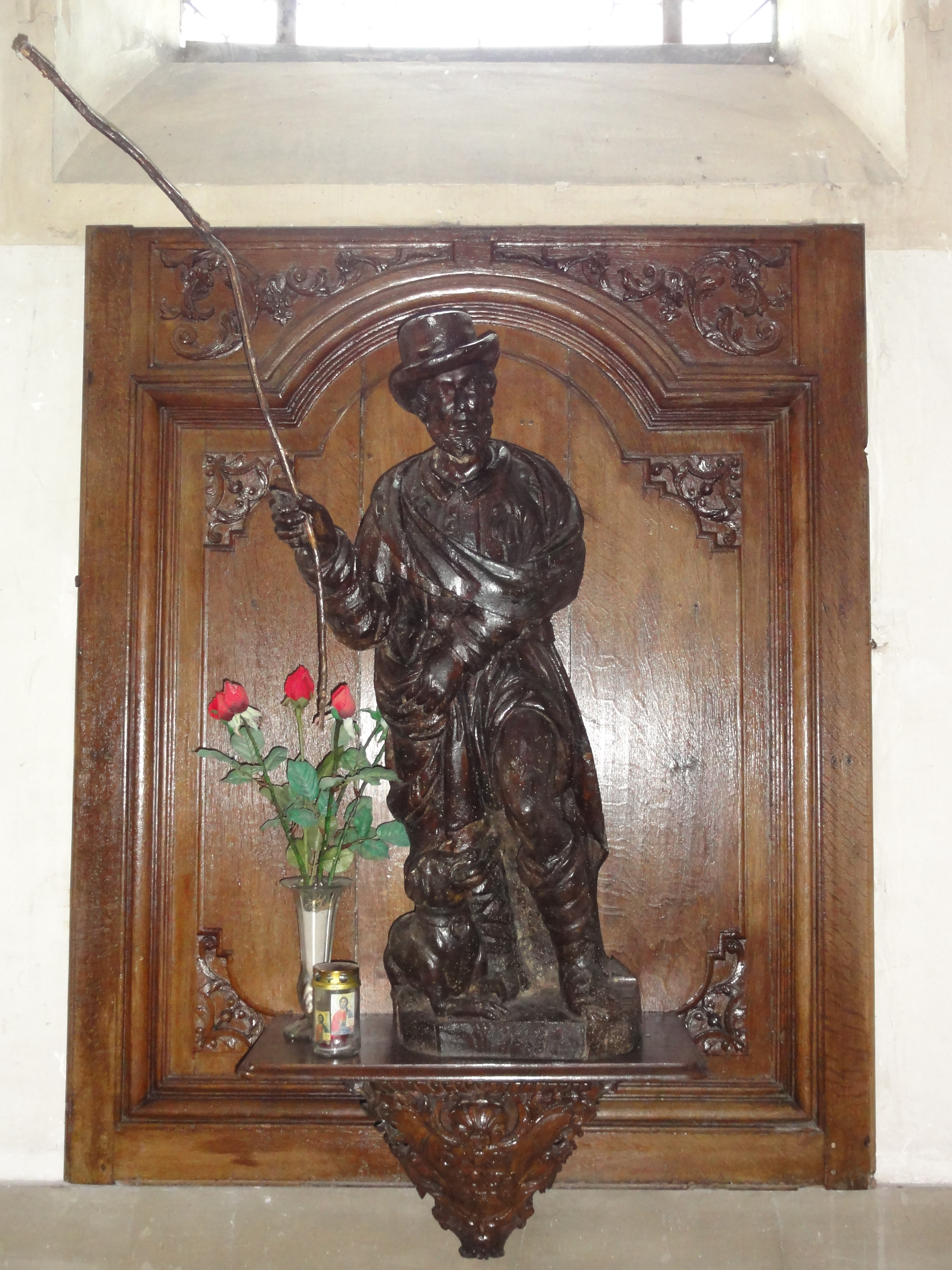
la statue de Saint Roch
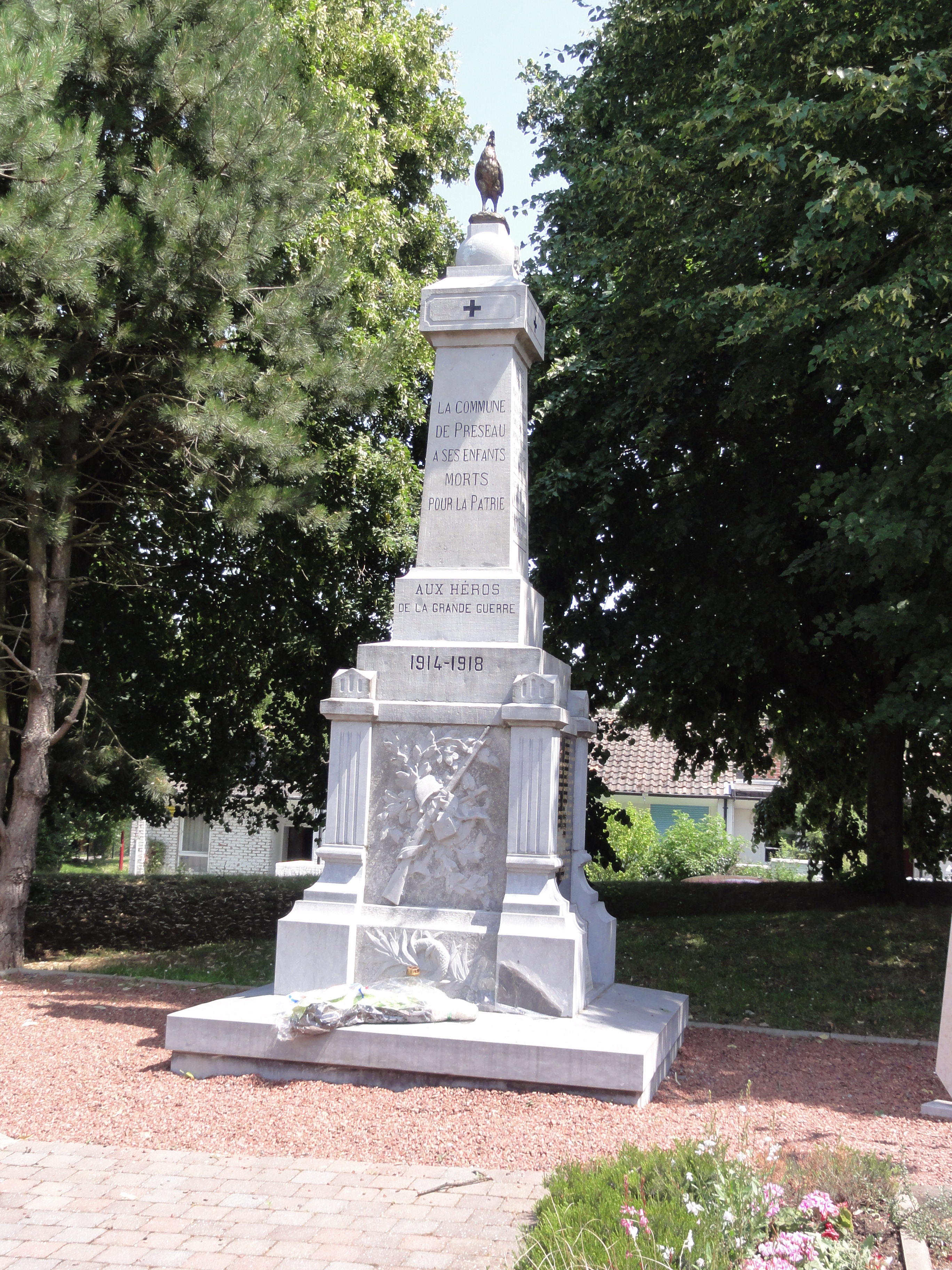
Le monument aux morts.

## Curiosités locales
- Spécialité locale : la tarte à prones (tarte aux prunes) à déguster lors des kermesses.
- Chanson : Vive Persiau

| Vive Perziau |
| --- |
| Refrain Vive perziau tarte à pronnes, tartes à pronnes, Vive perziau tarte à pronnes à gros noyaux. Premier couplet Al' ducasse ed' Perziau On ira cor (Bis) Al' ducasse ed' Perziau On ira cor à pieds décau Deuxième couplet Al' ducasse ed' Perziau I fallot vir (Bis) Al' ducasse ed' Perziau I fallot vir comme in tot bios ! Troisième couplet In m'tot s'pu noir capiau S'pu prope marronne (Bis) In m'tot s'pu noir capiau S'pu prope marronne mais qu'in tot bios ! Quatrième couplet Et nous nos caracos Nos rouches cotrons (Bis) Et nous nos caracos Nos rouches cotrons ch'to cor pu Bios Cinquième couplet Atabe in s'installot Pou s'régaler (Bis) A tabe in s'installot Pou s'régaler d'in bon gigot Sixième couplet Un greus bouli, mes geins Et del porée (Bis) Un gros bouli, mes geins Et del' porée d'choux à rosins Septième couplet Avec cha du lapin Et du gambinr (Bis) Avec cha du lapin Et du gambinr comme cha tot binr ! Huitième couplet Inne bonne tarte au papin Qu'in arrosot (Bis) Inne bonne tarte au papin Qu'in arrosot d'in lite ed'vin Neuvième couplet Inne tasse ed vrai café Et inne bonne goutte (Bis) Inne tasse ed' vrai café Et inne bonne goutte pourdigérer Dixième couplet Et pis, nous v'la partis Avec es'fimm (Bis) Et pis, nous v'la partis Avec es' fimm ou s'bonne amie Onzième couplet Au grand tirlibibi Et au casse gueule (Bis) Au grand tirlibibi Et au casse gueule ed' qu'à minuit Douzième couplet D'sin z'in temps au nougat Ou al' baraque (Bis) D'sin z'in temps au nougat Ou al'baraque à frites au gras Treizième couplet Et quand in avot so In allot vir' (Bis) Et quand in avot so In allot vir ed' qu'au bistrot Quatorzième couplet Après plusieurs grands rouches Al' carabine (Bis) Après plusieurs grands rouches Al' carabine, in faisot mouche Quinzième couplet Mais après tourt c'pinard In s'in rallot (Bis) Et quand in avot so In s'in rallot kervés fort tard Seizième couplet L'ind'main pu rien dins poche V'la ti pas le cat (Bis) L'ind'main pu rien dans s'poche V'la ti pas l'cat qu'est dins l'horloge Dix-septième couplet Tout l'semaine au villache Cha tot la broulle (Bis) Tout l'semaine au villache Cha tot la broulle dins nos ménaches. Dix-huitième couplet Amis, faut s'amuser Faut être joyeux (Bis) Amis, faut s'amuser, Faut être joyeux mais, pas kervés. |

### Légendes
La chapelle de 1622 aurait été le lieu de réunion de jeunes filles du diable lors de sabbats. L'une de ces filles née à Préseau en 1630 est accusée de sorcellerie et jugée coupable avant d'être condamnée à mort alors qu'elle n'a que 15 ans.
Apparemment elle-même fille de sorcière, Marie Carlier est détroussée avec sa mère sur la route de Valenciennes par des soldats Français de la garnison de Landrecies qui pillaient alors la région. Sa mère lui demande soudain « Marie, veux tu obéir à une jeune demoiselle qui te donnera aise et repos toute la vie ? ». La jeune fille accepte et une dame blanche fine et svelte comme un lys sort de la terre, lui proposant d'abandonner chrême et baptême. Alors qu'elle accepte ce pacte, la Dame lui touche alors le bras causant une vive douleur à Marie.
Plus tard dans la journée, Marie rencontre un serviteur du château voisin nommé Jolly qui lui révèle être le diable et l'oint d'un onguent diabolique. Deux ans plus tard, elle croise le même Jolly qui lui demande à nouveau sa renonciation au baptême et lui donne une poudre lui permettant d'utiliser des sortilèges. Marie qui voulait se venger de sa tante habitant à Valenciennes utilise sa poudre pour faire languir un fils de la dite tante et tuer l'autre. Accablée par la culpabilité, elle se confesse peu de temps après dans l'église de Saint-Jacques à Valenciennes et, alors qu'elle se présente au banc de communion, elle ne parvient pas à avaler l'Ostie et doit la cacher sous une pierre. Elle reconnaît avoir utilisé la poudre noire qu'elle aurait soufflée dans la bouche de Pesin, l'un des fils de sa tante, habitant alors rue Cardon. Jugée comme possédée par le démon, elle est exorcisée en public par les pères jésuites de Valenciennes.
Quand Marie se rend par la suite à l'église pour se confesser, elle n'y parvient toujours pas, sa langue devenant de glace. Elle demande de l'aide au parloir des Récollets qui la reçoivent et la réconfortent. Cependant, elle se pense toujours possédée et avoue ses méfaits à un échevin qui, en raison de son jeune âge : la jeune fille a alors 13 ans, hésite longuement mais décide de la faire incarcérer. Son cas est alors pris en charge par des Jésuites qui la laissent un an et demi en prison où elle est examinée par des médecins.
Marie a 15 ans quand on l'extrait de sa geôle pour la conduire au pilori. Le magistrat de la ville assiste à la scène de l'exécution dans la cour Saint-Denis derrière l'hôtel de ville de Valenciennes. Le bourreau la décapite et on l'enterre le soir-même,.

## Vie économique et sociale

### Petits commerces
- Boulangerie, boucheries, épiceries, coiffeurs, fleuriste, tabac journaux, cafés.
- Ferronnerie, bâtiment, chauffage plomberie électricité, tapissier matelassier

### Structures médicales
- Médecine générale, pharmacie, chirurgien dentiste, infirmières,
- Masseurs kinésithérapeutes, pédicure podologue, orthophoniste.

### Structures culturelles
- Médiathèque ouverte le mardi, mercredi et samedi.
- Concert et exposition en novembre de chaque année sur des thèmes différents.
- Salle des fêtes.

### Structures sportives
- Salle de sports
- Terrain de football champ de manœuvre,
- Terrain multisport au centre de loisirs.

## Associations

### Associations culturelles
| - Harmonie de Préseau. - Société Colombophile. - Anciens combattants. - Club rencontres et amitié. | - Comité des parents d'élèves de l'école maternelle. - Préseau animation. - Jeunesse Préselloise. |
| |                                                                                                   |

### Associations sportives
| - Racing club de Préseau. - École Du Dos Mail14 Préseau - Supporter R.C.P. - Société de chasse. - Vélo Club. - Tennis Club. - Gym Présell. - Le carreau Présellois(bouliste). | - Les myosotis (twirling bâton). - Judo club. - Gym enfant. - La foulée préselloise. - Hakko Ryu Presellois. - Le lotus présellois (yoga). - Club karaté. |
| | |

## Pour approfondir